# Crisia aculeata
Crisia aculeata är en mossdjursart som beskrevs av Arthur Hill Hassall 1841. Crisia aculeata ingår i släktet Crisia och familjen Crisiidae. Arten är reproducerande i Sverige. Utöver nominatformen finns också underarten C. a. bathyalis.